# Москіто-Лейк (Аляска)
Москіто-Лейк (англ. Mosquito Lake) — переписна місцевість (CDP) в США, в окрузі Гейнс штату Аляска. Населення — 120 осіб (2020).

## Географія
Москіто-Лейк розташоване за координатами 59°29′36″ пн. ш. 136°11′13″ зх. д. / 59.49333° пн. ш. 136.18694° зх. д. (59.493427, -136.186839).  За даними Бюро перепису населення США в 2010 році переписна місцевість мала площу 198,13 км², з яких 197,59 км² — суходіл та 0,54 км² — водойми.

## Демографія
Згідно з переписом 2010 року, у переписній місцевості мешкало 309 осіб у 138 домогосподарствах у складі 87 родин. Густота населення становила 2 особи/км².  Було 196 помешкань (1/км²).
Расовий склад населення:
| - 84,5 % — білих - 4,2 % — корінних американців - 0,6 % — азіатів - 1,3 % — осіб інших рас |

До двох чи більше рас належало 9,4 %. Частка іспаномовних становила 3,6 % від усіх жителів.
За віковим діапазоном населення розподілялося таким чином: 19,4 % — особи молодші 18 років, 71,9 % — особи у віці 18—64 років, 8,7 % — особи у віці 65 років та старші. Медіана віку мешканця становила 49,1 року. На 100 осіб жіночої статі у переписній місцевості припадало 119,1 чоловіків;  на 100 жінок у віці від 18 років та старших — 114,7 чоловіків також старших 18 років.
Середній дохід на одне домашнє господарство  становив 30 432 долари США (медіана — 31 736), а середній дохід на одну сім'ю — 32 946 доларів (медіана — 24 028). За межею бідності перебувало 9,5 % осіб, у тому числі 0,0 % дітей у віці до 18 років та 0,0 % осіб у віці 65 років та старших.
Цивільне працевлаштоване населення становило 40 осіб. Основні галузі зайнятості: роздрібна торгівля — 32,5 %, освіта, охорона здоров'я та соціальна допомога — 12,5 %.